# Alphonse Louis Dulong
Pour les articles homonymes, voir Dulong.
Alphonse Louis Dulong, né le 22 octobre 1811 à Paris où il est mort le 12 décembre 1890, est un peintre et lithographe français.

## Biographie
Alphonse Louis Dulong est le fils du physicien et chimiste Pierre Louis Dulong. Son frère Alexis Dulong est ingénieur civil.
Élève de Jean-Auguste-Dominique Ingres et Charles de Steuben, il expose au Salon de 1835 à 1848.
En 1845, il épouse Camille Langloix.
En 1870, il s'associe à un certain Tugot et reprend une activité d'imprimeur-lithographe, située au no 8 du boulevard de Strasbourg. Il devient ensuite professeur à l'école des Ponts et Chaussées.
Il meurt à l'âge de 79 ans à son domicile de la rue Blanche.

## Participation aux Salons parisiens
(sauf mention)
- La chaumière indienne, au Salon de 1835
- La fin de l'intrigue, au Salon de 1835 (Valenciennes)
- Le cuirassier mourant, au Salon de 1835 (Valenciennes)
- Les adieux, au Salon de 1836
- L'eau bénite, ou la première entrevue, costumes de Louis XV	1837, au Salon de (Douai)
- Sainte Catherine et sainte Marguerite consolant Jeanne d'Arc dans sa prison, au Salon de 1841
- Une Vierge, au Salon de 1843
- Souvenir de Blidah, au Salon de 1846
- Côtes de Granville (Normandie), au Salon de 1847
- Rochers de Taliferne (Bretagne), au Salon de 1847
- Porte de Bab-el-Oued (Alger), au Salon de 1848
- Souvenir des tombeaux des Beni-Boudouanes, au Salon de 1848